# جانکارلو اسبراجا
جانکارلو اسبراجا (ایتالیایی: Giancarlo Sbragia؛ ‏ ۱۴ مارس ۱۹۲۶ – ۲۸ ژوئن ۱۹۹۴) بازیگر، صداپیشه، کارگردان نمایش و نمایشنامه‌نویس اهل ایتالیا بود.
اسبراجا در رم به دنیا آمد، در سال ۱۹۴۷ در آکادمی هنرهای دراماتیک سیلویو دی آمیکو فارغ التحصیل شد و اولین بار در تئاتر پیکولو در میلان، با گروه تئاتر جورجیو استرلر روی صحنه رفت. او در سال ۱۹۵۳ با نمایشنامه «شب زنده داری‌های بی‌فایده»به عنوان یک نمایشنامه‌نویس و در سال ۱۹۶۵به عنوان کارگردان صحنه با درام «با عصبانیت به یاد بیاور» شروع به کار کرد. بین سال‌های ۱۹۵۸ و ۱۹۵۹ با گروه تئاتر میکل‌آنجلو آنتونیونی و لوکا رونکونی کار کرد و در سال ۱۹۶۰ به همراه انریکو ماریا سالرنو و ایوو گارانی بنیان‌گذار گروه صحنه «آتوری آسوشیاتی» بود. بین دهه‌های ۱۹۶۰ و ۱۹۷۰، اسبراجا در سریال‌های تلویزیونی نیز بسیار فعال بود، او نقش ناپلئون را در سریال موفق «آفتاب‌پرست‌های بزرگ» بازی کرد.
از فیلم‌هایی که وی در آن نقش داشته‌است، می‌توان به تونی آرزنتا، مسالینا، شوق مرگ، پروانه خون‌آلود و سرزنش خورشید اشاره کرد.

## زندگی شخصی
جانکارلو در سال ۱۹۹۲ با بازیگر زن، الساندرا پانارو  ازدواج کرد و تا پایان عمرش با او زندگی کرد. جانگارلو پدر بازیگر ماتیا اسپراجا بود.